# Edda
edda（エッダ、 - ）は、日本の女性シンガーソングライター。福岡県出身。ホリプロ所属。

## 来歴
小学3年生のときにギターを始める。そして中学では吹奏楽部に所属し、音楽が日常となる。高校を卒業する頃には音楽に関係する仕事に就きたいと考え、YUIや家入レオを輩出した音楽塾ヴォイスの門を叩く。
2017年1月に上京し、アーティスト活動をスタート。同年5月31日にシングル「半魚人」を福岡限定でリリースし、7月19日にミニアルバム『さんかく扉のむこうがわ』を全国リリース。10月11日にシングル「チクタク」で、メジャー・デビューを果たす。11月（7日、14日、21日、28日）彼女自身のナビゲートによるCROSS FM11月のマンスリープログラム『eddaのさんかく扉の秘密基地』に出演。2018年8月22日に2ndシングル「フラワーステップ」をリリース。同作は読売テレビ・日本テレビ系 木曜ドラマF『探偵が早すぎる』の主題歌となった。11月7日にメジャー1作目のアルバム『からくり時計とタングの街』をリリースし、12月11日に初の自主企画イベント『くものくろーる』を開催。
2019年3月21日・24日に初のワンマンライブ『からくり時計とタングの街の音楽会』を開催。
2020年2月19日から2月24日までの6日間初のedda 作品展＜いつかの夢のゆくところ＞を開催。最終日の2月24日には同会場にて事前抽選招待制のリリース記念アコースティックライブも行われた。
2021年2月24日に2nd EP「CIRCUS」をリリース。

## 人物
昔の出来事、物語を伝える伝記・書物といった意味を持つ「edda」という言葉はずっと彼女の中にあり、ストーリーテラーみたいに物語を伝えるような音楽を創りたいとの想いからアーティスト名とした。
ジオラマやイラストなども創作し、ジャケットのアートワークも彼女自身が手がけている。

## ディスコグラフィ

### メジャー

#### デジタルシングル
| # | 発売日         | タイトル             | 収録アルバム                      |
| - | -------------- | -------------------- | --------------------------------- |
| 1 | 2018年1月3日   | リピート             | ねごとの森のキマイラ (初回限定盤) |
| 2 | 2019年10月2日  | 雨の街               | いつかの夢のゆくところ            |
| 3 | 2019年11月20日 | ポルターガイスト     | いつかの夢のゆくところ            |
| 4 | 2019年12月11日 | イマジナリーフレンド | いつかの夢のゆくところ            |
| 5 | 2020年2月12日  | バク                 | いつかの夢のゆくところ            |
| 6 | 2023年4月6日   | 無伴奏               | 未収録                            |

### 参加作品
| 発売日        | タイトル         | 収録曲            | 備考 |
| ------------- | ---------------- | ----------------- | ---- |
| 2022年2月23日 | 歩く人『hubble』 | hubble feat. edda |      |

## タイアップ
| 楽曲             | タイアップ                                                   | 収録作品                             |
| ---------------- | ------------------------------------------------------------ | ------------------------------------ |
| チクタク         | 日本テレビ系アニメ『Infini-T Force』エンディングテーマ       | シングル「チクタク」                 |
| ディストランス   | 映画『アヤメくんののんびり肉食日誌』主題歌                   | シングル「チクタク」                 |
| 魔法             | 映画『アヤメくんののんびり肉食日誌』挿入歌                   | シングル「チクタク」                 |
| リピート         | テレビ東京系ドラマスペシャル『忘却のサチコ』主題歌           | 配信限定シングル「リピート」         |
| フラワーステップ | 読売テレビ・日本テレビ系ドラマ『探偵が早すぎる』主題歌       | シングル「フラワーステップ」         |
| merry            | ウェディングドレスブランド『b.b.duo』TVCMソング              | アルバム『からくり時計とタングの街』 |
| ループ           | テレビ東京系ドラマ『忘却のサチコ』エンディングテーマ         | アルバム『からくり時計とタングの街』 |
| clone            | NHK-FM『ミュージックライン』2021年2月/3月 オープニングテーマ | ミニアルバム『CIRCUS』               |
| 無伴奏           | テレビアニメ『魔法使いの嫁 SEASON2』エンディングテーマ       | シングル「無伴奏」                   |

## ライブ

### イベント
2019年 
- Whipping Note（2月14日、duo MUSIC EXCHANGE）
- SAKAE SP-RING 2019（6月2日、Live & Lounge Vio）
- 水の都音楽祭（11月4日、WATER STAGE）

### 作品展
| タイトル               | 期間                    | 会場                        | 参加クリエイター                                                            |
| ---------------------- | ----------------------- | --------------------------- | --------------------------------------------------------------------------- |
| いつかの夢のゆくところ | 2020年2月19日 - 2月24日 | LUCKAND -Gallery Cafe＆Bar- | 1. edda 2. イケガミヨリユキ 3. ギブミ～！トモタカ 4. ばたたかひろ 5. 若林萌 |

## 出演

### ラジオ
- eddaのさんかく扉の秘密基地（2017年11月7日 - 2017年11月28日、火曜23:00 - 24:00、CROSS FM）